# Laura Grande
Laura Grande Flores (Madrid, 23 gennaio 1973) è un'ex cestista spagnola.

## Carriera
Con la Spagna ha disputato due edizioni dei Campionati mondiali (1994, 1998) e tre dei Campionati europei (1993, 1995, 1997).